# Wilhelm-Ernst-Gymnasium
Het Wilhelm-Ernst-Gymnasium is een huis in het centrum van de oude binnenstad van het Duitse Weimar.  Het ligt aan de Herderplatz, vlak bij de stadskerk van Peter en Paul, veelal aangeduid als de "Herderkirche". De school werd in 1712 gesticht door Willem Ernst van Saksen-Weimar. De Duitse dichter, filosoof en theoloog Johann Gottfried Herder gaf er les.
Sinds 1998 staat het pand samen met 11 andere sites van Klassiek Weimar op de Unesco-Werelderfgoedlijst. De nominatie erkent de hoge artistieke kwaliteit van de openbare en particuliere gebouwen en parken in en rond de stad, die alle getuigen van de opmerkelijke culturele bloei van het Klassisches Weimar, ook gekend als Weimarer Klassik. Het verlichte hertogelijk mecenaat trok veel van de toonaangevende schrijvers en denkers in Duitsland, zoals Goethe, Schiller, Jean Paul en Herder naar Weimar in de late 18e en vroege 19e eeuw, waardoor Weimar het culturele centrum van het Europa destijds werd. 